# Ascochyta brassicae
Ascochyta brassicae är en svampart som beskrevs av Thüm. 1879. Ascochyta brassicae ingår i släktet Ascochyta, ordningen Pleosporales, klassen Dothideomycetes, divisionen sporsäcksvampar och riket svampar.   Inga underarter finns listade i Catalogue of Life.